# Banisteriopsis parvifolia
Banisteriopsis parvifolia är en tvåhjärtbladig växtart som först beskrevs av Franz Josef Niedenzu, och fick sitt nu gällande namn av B. Gates. Banisteriopsis parvifolia ingår i släktet Banisteriopsis och familjen Malpighiaceae. Inga underarter finns listade i Catalogue of Life.